# جيل أ. بريور
جيل أ. بريور (بالإنجليزية: Jill A. Pryor)‏ هي قاضية ومحامية أمريكية، ولدت في 24 مارس 1963 في هاريسبرج في الولايات المتحدة.